# Abdoul Karim Sylla
Abdoul Karim Sylla (Turnov, 23 januari 1992) is een Nederlands-Guinees voetballer die als aanvaller in Frankrijk speelt bij Istres FC Hij is de zoon van Mohamed Sylla.

## Carrière
Abdoul Karim Sylla werd in Turnov geboren als zoon van Willem II-speler Mohamed Sylla, maar groeide op in Tilburg. Hij stond in het seizoen 2012/13 onder contract bij Ligue 1-club Montpellier HSC, maar speelde hier alleen in het tweede elftal. Via de Franse amateurclubs Étoile FC Fréjus Saint-Raphaël, ASF Andrézieux en CS Sedan kwam hij bij het Litouwse Atlantas Klaipėda. Hier speelde hij onder ander in de voorronde van de Europa League tegen HJK Helsinki. Eind 2016 vertrok hij. Na tweeënhalf jaar clubloos te zijn geweest ging Sylla in juli 2018 weer in Frankrijk voetballen en wel bij Stade Beaucairois. In juli 2021 stapte hij over naar Istres FC.

### Statistieken
| Seizoen                     | Club                           | Land           | Competitie     | Competitie | Competitie | Beker | Beker | Internationaal | Internationaal | Totaal | Totaal |
| Seizoen                     | Club                           | Land           | Competitie     | Wed.       | Dlp.       | Wed.  | Dlp.  | Wed.           | Dlp.           | Wed.   | Dlp.   |
| --------------------------- | ------------------------------ | -------------- | -------------- | ---------- | ---------- | ----- | ----- | -------------- | -------------- | ------ | ------ |
| 2012/13                     | Montpellier HSC                | Frankrijk      | Ligue 1        | 0          | 0          | 0     | 0     | 0              | 0              | 0      | 0      |
| 2012/13                     | → Montpellier HSC II           | Frankrijk      | CFA 2          | 4          | 0          | –     | –     | –              | –              | 4      | 0      |
| 2013/14                     | Étoile FC Fréjus Saint-Raphaël | Frankrijk      | National       | 15         | 0          | 0     | 0     | –              | –              | 15     | 0      |
| 2014/15                     | ASF Andrézieux                 | Frankrijk      | CFA 2          | 9          | 3          | 3     | 0     | –              | –              | 12     | 3      |
| 2015/16                     | CS Sedan                       | Frankrijk      | National       | 0          | 0          | 0     | 0     | –              | –              | 0      | 0      |
| 2016                        | Atlantas Klaipėda              | Litouwen       | A Lyga         | 26         | 9          | 2     | 0     | 2              | 0              | 30     | 9      |
| Carrièretotaal              | Carrièretotaal                 | Carrièretotaal | Carrièretotaal | 54         | 12         | 5     | 0     | 2              | 0              | 61     | 12     |
| Bijgewerkt op 19 maart 2017 |                                |                |                |            |            |       |       |                |                |        |        |